# Maria Gay
Pour les articles homonymes, voir Gay et Pichot.
María de Lourdes Lucia Antonia Pichot Gironés, dite Maria Gay, née le 12 juin 1876 à Barcelone et morte le 29 juillet 1943 à New York, est une chanteuse lyrique catalane.

## Biographie
La jeune Maria aurait été arrêtée pour avoir chanté des chants révolutionnaires ou nationalistes. Elle aurait continué à chanter en prison, d'une voix si belle qui lui a offert la possibilité d'étudier le bel canto. Elle fut l'élève de chant de la soprano Ada Adini. Elle est la sœur du peintre Ramon Pichot et la belle-sœur de la danseuse du Moulin-Rouge Germaine Pichot, tous deux personnalités de Montmartre; liés à Picasso et gérants de La Maison Rose de la rue des Saules.
En 1897, elle épouse le compositeur catalan Joan Gay i Planella.
En 1902, elle fait ses débuts dans le rôle-titre de Carmen à Bruxelles. À la suite de ce succès, elle est devenue l'une des interprètes de Carmen les mieux considérées de son époque. Elle aurait choqué et fasciné le public, représentant la gitane comme une paysanne impudente, magnétique, mais grossière et sans raffinement, mangeant et recrachant une orange avant de chanter la célèbre Habanera.
En 1906, elle fait ses débuts à la Scala de Milan, où elle a rencontré le ténor Giovanni Zenatello. Gay et Zenatello vécurent ensemble le reste de leur vie, et ont souvent été décrits comme mari et femme, mais ils pourraient ne s’être jamais mariés, alors que Maria Gay était encore légalement mariée à Juan Gay Planella jusqu'à sa mort en 1926. En 1908, elle fait ses débuts dans Carmen au Met de New York, face à Geraldine Farrar en Micaëla. En 1910, elle joue le même rôle à l'Opéra de Boston.
Installée à New York avec Zenatello, elle y fonde une école de chant, et œuvre à découvrir, former et promouvoir de jeunes chanteurs prometteurs. Leur plus célèbre découverte fut Lily Pons, que le couple a managé avant qu'une brouille ne les sépare.
Dès 1936, Zenatello et Gay habitent une maison à Manhattan, où elle a vécu le reste de sa vie. Elle meurt le 20 juillet 1943, et est enterrée dans le cimetière de Ferncliff à Hartsdale, à New York.

## Enregistrements
Elle a fait une série de disques de phonographe pour la Columbia Phonograph Company.